# ریمراک (آریزونا)
ریمراک (به انگلیسی: Rimrock) یک منطقهٔ مسکونی در ایالات متحده آمریکا است که در آریزونا واقع شده‌است. ریمراک popul نفر جمعیت دارد و ۱٬۰۹۵ متر بالاتر از سطح دریا واقع شده‌است.